# Walther Eberbach
Walther Eberbach (* 1. Januar 1866 in Besigheim; † 5. Dezember 1944 in Weinsberg) war ein deutscher Bildhauer, Maler, Grafiker, Medailleur und Ziseleur.

## Leben

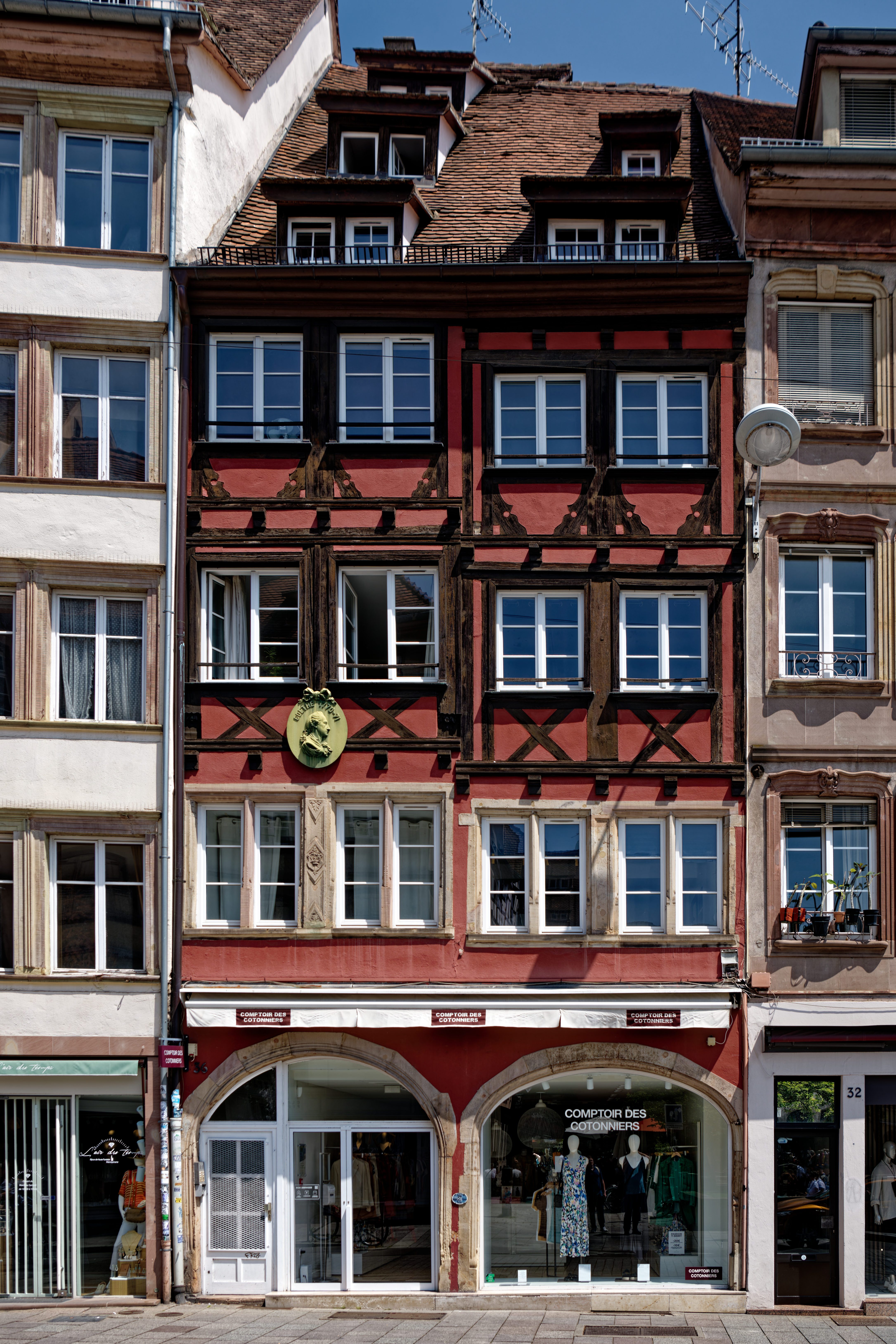
Haus 36 rue du Vieux-Marché-aux-Poissons in Straßburg: Goethe-Medaillon von Walther Eberbach

Von 1883 bis 1886 absolvierte Eberbach eine Ausbildung als Zeichner und Metallbildhauer in Schwäbisch Gmünd, 1887 besuchte er die Kunstgewerbeschule Stuttgart. In den nächsten Jahren arbeitete er in Köln, Straßburg, London, Berlin und Frankfurt am Main.
1891 bis 1899 lehrte er Ziselieren und Goldschmiedearbeit an der Städtischen Kunstgewerbeschule in Straßburg. Ab 1899 bis zu seinem Ruhestand 1933 war er Kunstlehrer am Realgymnasium und an der Gewerbeschule in Heilbronn. Eberbach, der den Titel eines Professors trug, wurde wiederholt mit der Inspektion des Zeichen-Unterrichts in Württemberg betraut. Er veröffentlichte mehrfach Artikel über den Kunstunterricht, die hauptsächlich im Gewerbeblatt aus Württemberg in Die Hilfe und in Der Zeichenlehrer erschienen.
Eberbach war Mitglied des Künstlerbunds Heilbronn und beteiligte sich an zahlreichen Ausstellungen beim Kunstverein Heilbronn.
Er gab in Heilbronn über Jahrzehnte privat und an der Volkshochschule Zeichenunterricht. Zu seinen Schülern zählten unter anderem der bei Bruckmann tätige Zeichner Robert Frasch (1896–1914), der Bildhauer Hermann Brellochs (1899–1979) sowie die Heilbronner Kunstmaler Kosmos Zahner (1897–1977), Walter Maisak (1912–2002), Else Schwarz-Binder (1914–2000), Friedrich Knödler (1920–1988) und Kurt Bauer.
Eberbachs Sohn Wernher Eberbach (* 1897 in Straßburg; † 1980 in Reichenbach an der Fils) wurde ebenfalls Bildhauer.

## Werk
Eberbach schuf vor allem Schmuck, Geräte aus Edelmetall, Medaillen und Grabplastiken. Daneben fertigte er auch Buchschmuck und Ehrenurkunden an.
Während seiner Zeit in Straßburg fertigte Eberbach unter anderem die von Anton Seder entworfenen Ehrenketten (Amtsketten) des Straßburger Bürgermeisters (1891) und des Rektors der Universität Straßburg (1898). Auch ein Bronzemedaillon mit Goethes Bildnis an dem Straßburger Haus, in dem dieser als Student gewohnt hatte, stammt von Eberbach (1888).
Auch später in Heilbronn nahm Eberbach insbesondere die Ausgestaltung von repräsentativen Ehrenobjekten wahr. Unter anderem übernahm er die künstlerische Ausschmückung des am 24. September 1909 vorgestellten Goldenen Buchs der Stadt Heilbronn. Das Buch war 1906 von dem Heilbronner Verpackungshersteller Landerer gestiftet und von der örtlichen Druckerei Carl Rembold gedruckt worden, die Einleitung stammte von Rektor Friedrich Dürr. Beim Luftangriff auf Heilbronn am 4. Dezember 1944 wurde es zerstört. Als Friedrich Dürr 1918 zum Ehrenmitglied des Historischen Vereins wurde, stammte die ihm verliehene Ehrenurkunde ebenfalls aus der Feder von Walther Eberach.
Für die Stadt Ulm fertigte er 1919 eine Bürgermedaille. 
Er schuf ferner eine Porträtplakette von Oberbürgermeister Paul Göbel sowie Ehrenurkunden für die Gewerbeschule Heilbronn und die Haushalts- und Frauenarbeitsschule.

## Wappen des Oberamts Heilbronn

Wappen des Oberamts Heilbronn

Die Amtskörperschaft des Oberamtes Heilbronn erbat 1927 von der württembergischen Archivdirektion einen Vorschlag für ein Wappen. Die Archivdirektion empfahl ein Wappen, das als Symbole für Neckarschifffahrt und Weinbau in Blau einen silbernen Anker, begleitet von je einem silbernen Becher, zeigen sollte. Der Bezirksrat lehnte die beiden Becher jedoch als zu stark betontes Symbol des Genusses ab. Stattdessen nahm das Oberamt 1928 ein anderes, von Walther Eberbach entworfenes Wappen an, das auch im späteren Kreis bzw. Landkreis Heilbronn noch bis 1955 in Gebrauch blieb. Es zeigte In gespaltenem Schild mit erniedrigter eingebogener Spitze vorne in Schwarz eine silberne Ähre, hinten in Rot ein nach links gekehrter silberner Hammer, unten in Gold eine hängende blaue Traube; im silbernen Herzschild ein blauer Anker. Die Ähre stand für die Landwirtschaft, der Hammer für Industrie und Gewerbe, die Traube für den Weinbau und der Anker für die Neckarschifffahrt. Aus heraldischer Sicht war dieses Wappen zu überladen, weshalb es im Jahr 1955 durch ein anderes ersetzt wurde.